# Reptatrix crassipes
Reptatrix crassipes là một loài tò vò trong họ Ichneumonidae.